# Monts Maoke
Pour l’article homonyme, voir Plaque Maoke.
Les monts Maoke sont une chaîne de montagnes située sur l'île de Nouvelle-Guinée, entre Indonésie et la Papouasie-Nouvelle-Guinée.

## Toponymie
Les monts Maoke sont appelés Pegunungan Maoke en indonésien. Ils sont aussi appelés Snow Mountains ou Central Range en anglais, respectivement « montagnes enneigées » et « chaîne centrale » en français.

## Géographie
Les monts Maoke se situent sur l'île de Nouvelle-Guinée. Orientés selon un axe est-ouest, ils sont prolongés à l'ouest par la péninsule de Doberai et à l'est par les monts Bismarck situés en Papouasie-Nouvelle-Guinée. Ils sont composés principalement des monts Weyland puis de la chaîne de Sudirman à l'ouest, des monts Jayawijaya au centre et des monts Star à l'est.
Avec ses 4 884 mètres d'altitude, le point culminant des monts Maoke, le Puncak Jaya, est aussi le point culminant de l'île de Nouvelle-Guinée, de l'Indonésie et de l'Océanie. Avec le Puncak Mandala et le Ngga Pilimsit, le Puncak Jaya est l'un des trois endroits de cette chaîne de montagnes où se trouvent des glaciers. Toutefois, une fonte prononcée de ces glaciers est observée depuis plusieurs années, notamment sur le Puncak Trikora qui a perdu l'intégralité de ses glaces entre 1939 et 1962.